# Avraám Papadópulosz
Avraám Papadópulosz (görögül: Αβραάμ Παπαδόπουλος) (Melbourne, Ausztrália, 1984. december 3. –) görög válogatott labdarúgó. A görög válogatott tagjaként ott volt a 2010-es világbajnokságon és a 2012-es Európa-bajnokságon.

## Pályafutása

### Árisz
Papadópulosz 2003-ban, az Áriszban kezdte a pályafutását. Eleinte támadó középpályásként játszott, de a csapat játékfelfogása miatt hátvédekre nagyobb szükség volt. Erős fizikai felépítése és pontos szerelései miatt hamar megszokta új posztját. A klub iránti szenvedélye miatt hamar megszerették a szurkolók. A 2005/06-os szezonban az Árisz kiesett az élvonalból. Sok játékos távozott, de Papadópulosz maradt. Többször visszautasította az AÉK és az Olimbiakósz érdeklődését. Többek szerint a Chelsea, a Benfica és a Zenyit is érdeklődött iránta.

### Olimbiakósz
2008. július 4-én 2,5 millió euróért az Olimbiakószhoz igazolt. Négyéves szerződést kötött a klubbal.

## Válogatott
Papadópulosz 2008. február 5-én mutatkozott be a görög válogatottban, Csehország ellen. Ott volt a 2010-es világbajnokságon és a 2012-es labdarúgó-Európa-bajnokságon.

## Sikerei, díjai

### Olimbiakósz
- Görög bajnok: 2008–09, 2010–11, 2011–12, 2012–13, 2013–14, 2019–20, 2020–21, 2021–22
- Görög kupagyőztes: 2008–09, 2011–12, 2012–13, 2019–20

## Fordítás
- Ez a szócikk részben vagy egészben  az   Avraam Papadopoulos című angol Wikipédia-szócikk fordításán alapul.  Az eredeti cikk szerkesztőit annak laptörténete sorolja fel. Ez a jelzés csupán a megfogalmazás eredetét és a szerzői jogokat jelzi, nem szolgál a cikkben szereplő információk forrásmegjelöléseként.